# Grimon Langson
Grimon Langson (nascido em 10 de março de 1955) é um ex-ciclista malauiano que representou seu país nos Jogos Olímpicos de Verão de 1972 no individual.